# Хаката-Минами (станция)
Станция Хаката-Минами (яп. 博多南駅 Хакатаминами-эки) — железнодорожная станция в японском городе Касуга, префектура Фукуока, Япония. Станция управляется JR West.

## История
Станция была открыта 1 апреля 1990 года.

## Линии
Станция обслуживает Линию Хаката Минами состоящую из 2 станций, другой конечной станцией является станция Хаката. Протяженность всей линии 8,5 км.

## Планировка
Станция состоит из одной платформы и расположена рядом с депо Хаката.

## Ссылки

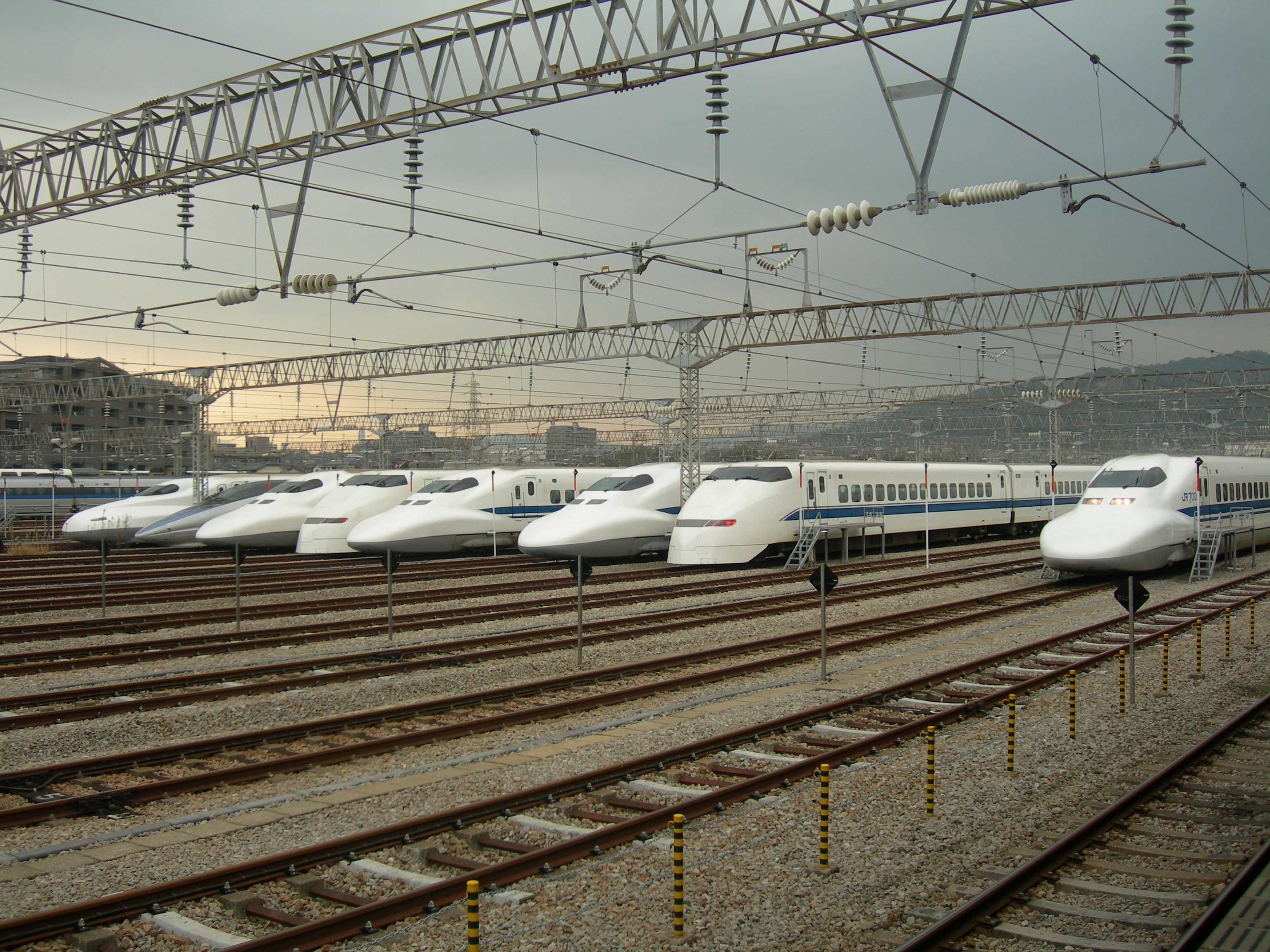
Вид на депо Хаката с платформы станции Хаката-Минами (март 2008)